# 기장 장안사 예수시왕생칠재의찬요
기장 장안사 예수시왕생칠재의찬요(機張 長安寺 預修十王生七齋儀纂要)는 부산광역시 기장군 장안읍, 장안사에 있는 불교 의식집이다. 2016년 7월 20일 부산광역시의 유형문화재 제171호로 지정되었다.

## 개요
장안사 예수시왕생칠재의찬요는 송당 대우(松堂大愚)가 불설예수시왕생칠경(佛說預修十王生七經)을 근거로 예수재의 의식을 편찬한 것으로 생전에 사후의 극락왕생을 빌고 닦는 의식을 담은 불교 의식집이다. 내용은 제1편인 통서인유편(通敍因由篇)에서는 예수재의 시원을 밝히고 이로 인하여 모든 중생들이 차별 없이 극락으로 왕생할 수 있음을 밝혔고, 제2편인 엄정팔방편(嚴淨八方篇)에서는 재를 열었으니 부처님이 가호하여 기도를 따라 감응 할 것을 빌고 있다. 이와 같이 총 31편으로 구성되어 있는데, 매 편마다 의식을 행하는 의의를 먼저 말하고 절차를 진행하는 순서로 되어 있다.
장안사 예수시왕생칠재의찬요는 조선중기의 불교의식 중 예수재를 연구하는데 아주 중요한 자료이다. 비록 다른 판본들에 비해 상대적으로 전존(傳存)되는 수가 많은 편이긴 하나, 임진왜란 이전에 간행되었으며 전체 18종의 판본들 중 초기의 것에 해당된다. 또한 본서에는 간행시기가 명확하게 나타나 있으며, 간행에 참여한 명단이 수록되어 있어 당시의 불서 간행의 상황을 알 수 있게 해주는 중요한 자료이며, 불교의례 연구에 좋은 자료가 되는 유물이다.

## 참고 자료
- 장안사 예수시왕생칠재의찬요 - 국가유산청 국가유산포털